# Roy Eefting-Bloem
Roy Eefting-Bloem (Harderwijk, 4 september 1989) is een Nederlands wielrenner die op de baan en weg rijdt.

## Overwinningen

### Wegwielrennen
2014
Omloop Houtse Linies
2018
3e etappe Ronde van Quanzhou Bay
Puntenklassement Ronde van Quanzhou Bay
7e etappe Ronde van het Poyangmeer
2019
11e en 12e etappe Ronde van het Qinghaimeer
3e etappe Ronde van Xingtai
2021
Omloop der Kempen
2023
1e etappe Ronde van Taiwan
Bergklassement Ronde van Estland

### Baanwielrennen
| Jaar     | NK                                                               | EK                        | WK                                 | Overige                                               |
| Beloften | Beloften                                                         | Beloften                  | Beloften                           | Beloften                                              |
| -------- | ---------------------------------------------------------------- | ------------------------- | ---------------------------------- | ----------------------------------------------------- |
| 2011     |                                                                  | omnium                    |                                    |                                                       |
| Elite    |                                                                  |                           |                                    |                                                       |
| 2010     | 5e 1km tijdrit 6e puntenkoers                                    |                           |                                    |                                                       |
| 2011     | omnium · 5e 1km tijdrit                                          |                           |                                    |                                                       |
| 2012     | omnium · 5e 1km tijdrit · 7e achtervolging · 8e sprint           | 4e omnium                 |                                    |                                                       |
| 2013     | omnium · scratch · 4e achtervolging · 4e 1km tijdrit · 7e sprint | ploegenachtervolging      |                                    |                                                       |
| 2014     | omnium · 7e koppelkoers · 8e scratch                             |                           |                                    |                                                       |
| 2015     | 1km tijdrit · 9e puntenkoers                                     |                           | 8e ploegenachtervolging            |                                                       |
| 2016     | omnium · 9e 50km                                                 |                           | 8e ploegenachtervolging            |                                                       |
| 2017     | scratch · achtervolging · omnium · 5e puntenkoers                | teamsprint                | 5e omnium 11e ploegenachtervolging | Fiorenzuola: 10e eindklassement                       |
| 2018     | omnium · scratch · 5e koppelkoers · 10e sprint                   | 6e scratch 10e afvalkoers |                                    | Fiorenzuola: 8e eindklassement                        |
| 2019     | puntenkoers · omnium · scratch · koppelkoers                     |                           | scratch                            | WB Hongkong: scratch                                  |
| 2020     |                                                                  |                           | puntenkoers · 5e scratch           | Fiorenzuola: 15e eindklassement                       |
| 2021     | 4e afvalkoers                                                    | 9e omnium                 | 4e scratch 16e omnium              |                                                       |
| 2022     | omnium                                                           | scratch                   | scratch                            |                                                       |
| 2023     | 4e koppelkoers                                                   | scratch                   | 4e scratch                         | Berlijn: 9e koppelkoers Rotterdam: 10e eindklassement |
| 2024     | 7e keirin 9e sprint                                              | 19e scratch               |                                    | Berlijn: 6e koppelkoers Rotterdam: 11e eindklassement |

## Ploegen
- 2012 –  KOGA Cycling Team
- 2013 –  KOGA Cycling Team
- 2015 –  Baby-Dump Cycling Team
- 2018 –  Memil–CCN Pro Cycling
- 2019 –  Memil–CCN Pro Cycling
- 2020 –  Team Sapura Cycling
- 2021 –  Ferei-CCN
- 2022 –  Allinq Cycling Team
- 2023 –  Maloja Pushbikers
- 2024 –  Maloja Pushbikers
- 2025 –  FNIX-SCOM-Hengxiang Cycling Team

Boom · Bugter · Castelijns · Dielissen · Eefting · Hooghiemster · Hool · Kers · Richards · van Schip · Sweering · Timmermans · van de Vall · Dijkstra (stagiair)
Eefting · Hetherington · Josefsson · H. Kanerva · J. Kanerva · Moncorgé · Orr · Sizko · Tipper · Volkers